# Xã Cedar Bluff, Quận Oregon, Missouri
Xã Cedar Bluff (tiếng Anh: Cedar Bluff Township) là một xã thuộc quận Oregon, tiểu bang Missouri, Hoa Kỳ. Năm 2010, dân số của xã này là 91 người.